# `Anizzah
ʿAnizzah (en arabe : عنزة) est une tribu arabe qui vit principalement dans la péninsule arabique, et certains d'entre eux se trouvent en Irak et en Syrie.

## Généalogie
L'origine de la tribu remonte à Anizzah bin Asad bin Rabia bin Nizar bin Ma'ad bin Adnan.
La présence d'Anizzah remonte à avant le VIIe siècle de notre ère, des tribus Rabi'a, et la tribu est divisée en une section bédouine et une section urbaine, et leur pays s'étend du sud du Nejd à la ville d'Ain al-Tamr et ils se sont installés plus tard dans le Hijaz.

## Histoire

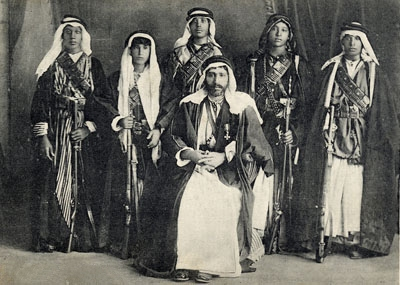
Carte postale de l'émir Mejhem, chef des `Anizzah d'Alep avec ses enfants après avoir été décoré de la Croix de la Légion d'honneur le 20 septembre 1920 par le général Gouraud.

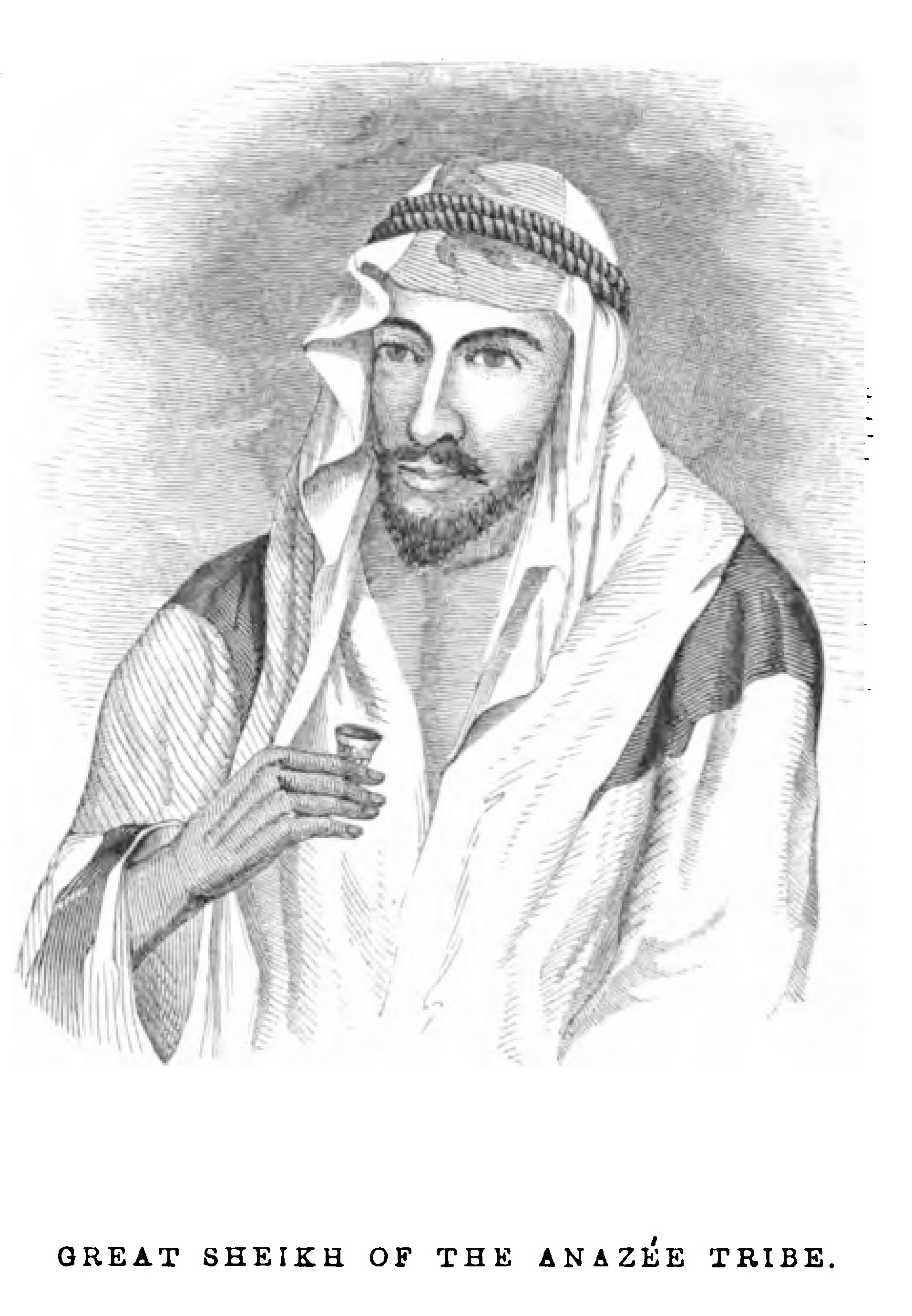

Au Xe siècle apr. J.-C., une partie de la tribu Anizzah a migré et s'est installée dans le Hijaz, plus précisément dans la ville de Khaybar, qui était sous le règne de la famille Jafar Al-Tayyar, selon l'historien Ali bin Al-Muqrab Al-Ayuni. qui vécut au XIIIe siècle de notre ère. La tribu Anizzah a expulsé la famille Jafar de Khaybar et ils sont devenus les maîtres de cette ville.
Anizzah est devenue importante et vivent en maître dans les oasis du nord-ouest de l'Arabie saoudite (en particulier Khaybar et Al-'Ula).

## AuXXesiècle
Ils vivent encore en Irak et en Syrie mais aussi en Arabie saoudite, en Jordanie, au Liban  ainsi que dans un moindre degré au Maghreb dû au migration.
Dès l'arrivée des Anglais au Moyen-Orient, le nomadisme disparaît et laisse place à la sédentarisation. Ils portent parfois des noms comme Al Anizzi ou Al Ruwayli.

## Personnes notables
- Abū al-ʿAtāhiyya
- Harith al-Muhasibi
- Abdul Rahman Ibn Abdul Aziz Al-Sudais
- Mohammed Salem Al-Enazi